# Persone di nome Joe
| Questa pagina contiene informazioni ricavate automaticamente dalle voci biografiche con l'ausilio del template Bio e di un bot. L'aggiornamento è periodico e automatico e ricostruisce completamente la pagina. Se manca una persona in questa lista, sei pregato di non aggiungerla, ma accertati piuttosto che la sua voce biografica contenga il template Bio e che i dati anagrafici siano correttamente compilati. Se il template Bio manca, inseriscilo tu stesso o, in alternativa, metti l'avviso {{tmp\|Bio}} che ne segnala la mancanza. Se i dati riportati sono sbagliati, correggi direttamente la voce biografica; le modifiche saranno visibili in questa lista entro pochi giorni. Per chiarimenti vedi il progetto antroponimi. La lista contiene solo le 266 persone che sono citate nell'enciclopedia e per le quali è stato implementato correttamente il template Bio. Pagina aggiornata al 6 ago 2025. |

Questa è una lista di persone presenti nell'enciclopedia che hanno il nome Joe, suddivise per attività principale.

## Allenatori di calcio(6)
- Joe Gilroy, allenatore di calcio e ex calciatore scozzese (Glasgow, n. 1941)
- Joe Jordan, allenatore di calcio e ex calciatore scozzese (Carluke, n. 1951)
- Joe Kennaway, allenatore di calcio e calciatore canadese (Montréal, n. 1905 - Johnston, † 1969)
- Joe McBride, allenatore di calcio e ex calciatore scozzese (Glasgow, n. 1960)
- Joe Mullen, allenatore di calcio e ex calciatore australiano (Adelaide, n. 1964)
- Joe Wade, allenatore di calcio e calciatore inglese (Shoreditch, n. 1921 - † 2005)

## Allenatori di football americano(3)
- Joe Avezzano, allenatore di football americano e giocatore di football americano statunitense (Yonkers, n. 1943 - Milano, † 2012)
- Joe Gibbs, allenatore di football americano statunitense (Mocksville, n. 1940)
- Joe Woods, allenatore di football americano statunitense (North Vandergrift, n. 1970)

## Allenatori di hockey su ghiaccio(1)
- Joe Ciccarello, allenatore di hockey su ghiaccio e ex hockeista su ghiaccio canadese (Calgary, n. 1972)

## Alpinisti(1)
- Joe Simpson, alpinista e scrittore britannico (Kuala Lumpur, n. 1960)

## Animatori(1)
- Joe Oriolo, animatore e fumettista statunitense (Union City, n. 1913 - Hackensack, † 1985)

## Arcivescovi cattolici(1)
- Joe Steve Vásquez, arcivescovo cattolico statunitense (Stamford, n. 1957)

## Artisti(1)
- Joe Jusko, artista e illustratore statunitense (New York, n. 1959)

## Artisti marziali(1)
- Joe Lewis, artista marziale statunitense (Knightdale, n. 1944 - Coatesville, † 2012)

## Artisti marziali misti(1)
- Joe Warren, artista marziale misto e lottatore statunitense (Grand Rapids, n. 1976)

## Astronauti(1)
- Joe Edwards, ex astronauta statunitense (Richmond, n. 1958)

## Astronomi(1)
- Joe Wagner, astronomo statunitense

## Attivisti(2)
- Joe McDonnell, attivista britannico (Belfast, n. 1951 - Lisburn, † 1981)
- Joe Stork, attivista statunitense (n. 1943 - Washington, † 2024)

## Attori(38)
- Joe Adler, attore statunitense (Los Angeles, n. 1993)
- Joe Alwyn, attore britannico (Londra, n. 1991)
- Joe Anderson, attore britannico (Bury, n. 1982)
- Joe Don Baker, attore statunitense (Groesbeck, n. 1936 - Los Angeles, † 2025)
- Joe Bird, attore australiano (Liverpool, n. 2007)
- Joe Bordeaux, attore statunitense (Pueblo, n. 1886 - Los Angeles, † 1950)
- Joe Brown, attore statunitense (New York, n. 1884 - Hollywood, † 1965)
- Joe Butterworth, attore statunitense (Irlanda, n. 1910 - Burbank, † 1986)
- Joe Coen, attore statunitense (Atomic City, n. 1947 - Deserto del Mojave, † 2016)
- Joe Conley, attore statunitense (Buffalo, n. 1928 - Newbury Park, † 2013)
- Joe Dallesandro, attore e modello statunitense (Pensacola, n. 1948)
- Joe De Santis, attore statunitense (New York, n. 1909 - Provo, † 1989)
- Joe DeRita, attore e comico statunitense (Filadelfia, n. 1909 - Los Angeles, † 1993)
- Joe Dinicol, attore canadese (Stratford, n. 1983)
- Joe Flaherty, attore, doppiatore e conduttore televisivo statunitense (Pittsburgh, n. 1941 - Toronto, † 2024)
- Joe Flanigan, attore statunitense (Los Angeles, n. 1967)
- Joe Flynn, attore e doppiatore statunitense (Youngstown, n. 1924 - Beverly Hills, † 1974)
- Joe Harris, attore statunitense (Lewiston, n. 1870 - Hollywood, † 1953)
- Joe King, attore statunitense (Austin, n. 1883 - Los Angeles, † 1951)
- Joe Mantell, attore statunitense (New York, n. 1915 - Tarzana, † 2010)
- Joe Melia, attore britannico (Londra, n. 1935 - Stratford-upon-Avon, † 2012)
- Joe Minoso, attore statunitense (The Bronx, n. 1978)
- Joe Nieves, attore statunitense (Brooklyn, n. 1973)
- Joe O'Connor, attore statunitense
- John Fleck, attore statunitense (n. 1951)
- Joe Odagiri, attore giapponese (Tsuyama, n. 1976)
- Joe Prospero, attore britannico (Inghilterra, n. 1988)
- Joe Regalbuto, attore statunitense (New York, n. 1949)
- Joe Ryan, attore statunitense (Contea di Crook, n. 1887 - Riverside, † 1944)
- Joe Santos, attore statunitense (New York, n. 1931 - Santa Monica, † 2016)
- Joe Sawyer, attore canadese (Guelph, n. 1906 - Ashland, † 1982)
- Joe Shishido, attore giapponese (Osaka, n. 1933 - Tokyo, † 2020)
- Joe Spinell, attore statunitense (New York, n. 1936 - New York, † 1989)
- Joe Stewardson, attore britannico (Southport, n. 1927 - Johannesburg, † 1997)
- Joe Swanberg, attore, regista e sceneggiatore statunitense (Detroit, n. 1981)
- Joe Tracini, attore e cantautore inglese (Londra, n. 1988)
- Joe Urla, attore statunitense (Pontiac, n. 1958)
- Joe Vaz, attore, sceneggiatore e regista sudafricano (Johannesburg, n. 1972)

## Bassisti(3)
- Joe Lally, bassista e cantautore statunitense (Silver Spring, n. 1963)
- Joe Preston, bassista statunitense (n. 1969)
- Joe Principe, bassista statunitense (Chicago, n. 1974)

## Batteristi(3)
- Joe Chambers, batterista, pianista e vibrafonista statunitense (n. 1942)
- Joe Nunez, batterista statunitense (Chicago, n. 1975)
- Joe Piripitzi, batterista australiano

## Calciatori(42)
- Joe Abrigo, calciatore cileno (Santiago del Cile, n. 1995)
- Joe Addo, ex calciatore ghanese (Accra, n. 1971)
- Joe Aisa, ex calciatore papuano (n. 1971)
- Joe Aquilina, calciatore maltese (n. 1943 - † 2004)
- Joe Aquilina, ex calciatore maltese (n. 1957)
- Joe Bell, calciatore neozelandese (Bristol, n. 1999)
- Joe Bennett, calciatore inglese (Rochdale, n. 1990)
- Joe Bizera, ex calciatore uruguaiano (Artigas, n. 1980)
- Joe Bonson, calciatore inglese (Barnsley, n. 1936 - Wolverhampton, † 1991)
- Joe Borg, ex calciatore maltese (n. 1949)
- Joe Caletti, calciatore australiano (Sydney, n. 1998)
- Joe Camilleri, ex calciatore maltese (n. 1966)
- Joe Cini, ex calciatore maltese (n. 1936)
- Joe Corona, calciatore statunitense (Los Angeles, n. 1990)
- Joe Curmi, ex calciatore maltese (n. 1960)
- Joe Davis, calciatore scozzese (Glasgow, n. 1941 - Fenwick, † 2016)
- Joe Dean, ex calciatore inglese (Manchester, n. 1939)
- Joe Dudgeon, ex calciatore inglese (Leeds, n. 1990)
- Joe Falzon, ex calciatore maltese (n. 1969)
- Joe Farrugia, ex calciatore maltese (n. 1950)
- Joe Franchino, ex calciatore statunitense (Fontana, n. 1976)
- Joe Galea, ex calciatore maltese (n. 1965)
- Joe Garner, calciatore inglese (Blackburn, n. 1988)
- Joe Gatt, ex calciatore maltese (n. 1959)
- Joe Gauci, calciatore australiano (Adelaide, n. 2000)
- Joe Grima, ex calciatore maltese (n. 1943)
- Joe Kinnear, calciatore e allenatore di calcio irlandese (Dublino, n. 1946 - Mill Hill, † 2024)
- Joe Lewis, ex calciatore inglese (Suffolk, n. 1987)
- Joe Luwi, calciatore salomonese (n. 1983)
- Joe McBride, calciatore scozzese (Glasgow, n. 1938 - Glasgow, † 2012)
- Joe Morrone, ex calciatore statunitense (Middlebury, n. 1959)
- Joe Nagbe, ex calciatore liberiano (Nimba, n. 1968)
- Joe Sant-Fournier, ex calciatore maltese (n. 1971)
- Joe Shaughnessy, calciatore irlandese (Oughterard, n. 1992)
- Joe Sise, ex calciatore svedese (Halmstad, n. 1989)
- Joe Smith, calciatore inglese (Netherton, n. 1890 - † 1956)
- Joe Smith, ex calciatore scozzese (Glasgow, n. 1953)
- Joe Speca, ex calciatore e allenatore di calcio statunitense (Baltimora, n. 1937)
- Joe Spiteri, ex calciatore australiano (n. 1973)
- Joe Wright, calciatore gallese (Monk Fryston, n. 1995)
- Joe Zammit, ex calciatore maltese (n. 1941)
- Joe Zarb, ex calciatore maltese (Zabbar, n. 1964)

## Cantanti(16)
- Joe Bataan, cantante, ballerino e produttore discografico statunitense (New York, n. 1942)
- Joe Butler, cantante, batterista e arpista statunitense (New York, n. 1941)
- Chen Qiao En, cantante, attrice e modella taiwanese (Taiwan, n. 1979)
- Joe Damiano, cantante statunitense (Filadelfia, n. 1934 - † 2022)
- Joe Diffie, cantante statunitense (Tulsa, n. 1958 - Nashville, † 2020)
- Joe Dowell, cantante statunitense (Bloomington, n. 1940 - Bloomington, † 2016)
- Joe Elliott, cantante britannico (Sheffield, n. 1959)
- Joe Hickerson, cantante e bibliotecario statunitense (Highland Park, n. 1935)
- Joe Higgs, cantante e chitarrista giamaicano (Kingston, n. 1940 - Los Angeles, † 1999)
- Joe Inoue, cantante giapponese (Los Angeles, n. 1985)
- Joe, cantante e produttore discografico statunitense (Columbus, n. 1972)
- Joe McElderry, cantante britannico (South Shields, n. 1991)
- Joe Negroni, cantante portoricano (New York, n. 1940 - New York, † 1978)
- Joe Sib, cantante e imprenditore statunitense
- Joe Lynn Turner, cantante statunitense (Hackensack, n. 1951)
- Joe Williams, cantante statunitense (Cordele, n. 1918 - Las Vegas, † 1999)

## Cantautori(3)
- Joe Barbieri, cantautore, produttore discografico e compositore italiano (Napoli, n. 1973)
- Joe Jones, cantautore, produttore discografico e avvocato statunitense (New Orleans, n. 1926 - Los Angeles, † 2005)
- Joe Sentieri, cantautore italiano (Genova, n. 1925 - Pescara, † 2007)

## Cestisti(16)
- Joe Alexander, cestista statunitense (Kaohsiung, n. 1986)
- Joe Binion, ex cestista statunitense (Rochester, n. 1961)
- Joe Barry Carroll, ex cestista statunitense (Pine Bluff, n. 1958)
- Ira Clark, ex cestista statunitense (Fort Worth, n. 1975)
- Joe DePre, ex cestista statunitense (Westbury, n. 1947)
- Joe Dumars, ex cestista e dirigente sportivo statunitense (Shreveport, n. 1963)
- Joe Hall, cestista e allenatore di pallacanestro statunitense (Cynthiana, n. 1928 - Lexington, † 2022)
- Joe Harris, ex cestista statunitense (Chelan, n. 1991)
- Joe Meriweather, cestista, allenatore di pallacanestro e dirigente sportivo statunitense (Phenix City, n. 1953 - Columbus, † 2013)
- Joe Quigg, ex cestista e allenatore di pallacanestro statunitense (New York, n. 1937)
- Joe Rahon, ex cestista statunitense (San Diego, n. 1993)
- Joe Reaves, cestista statunitense (Bolivar, n. 1950 - † 2021)
- Joey Shaw, ex cestista statunitense (Maricopa, n. 1987)
- Joe Strawder, cestista statunitense (Belle Glade, n. 1940 - † 2005)
- Joe Thomasson, cestista statunitense (Dayton, n. 1993)
- Joe Wallace, ex cestista statunitense (San Diego, n. 1965)

## Chitarristi(5)
- Joe Bonamassa, chitarrista e cantautore statunitense (Utica, n. 1977)
- Joe Galullo, chitarrista italiano (Milano, n. 1950)
- Joe Holmes, chitarrista statunitense (Paterson, n. 1963)
- Joe Pass, chitarrista statunitense (New Brunswick, n. 1929 - Los Angeles, † 1994)
- Joe Stump, chitarrista statunitense (New York, n. 1960)

## Comici(2)
- Joe E. Brown, comico e attore statunitense (Holgate, n. 1892 - Brentwood, † 1973)
- Joe Violanti, comico, conduttore radiofonico e autore televisivo italiano (Fidenza, n. 1960 - Parma, † 2023)

## Compositori(2)
- Joe Harnell, compositore, pianista e arrangiatore statunitense (Bronx, n. 1924 - Sherman Oaks, † 2005)
- King Oliver, compositore e direttore d'orchestra statunitense (Dryades Street, New Orleans, n. 1885 - Savannah, † 1938)

## Contrabbassisti(2)
- Joe Mondragon, contrabbassista statunitense (n. 1920 - † 1987)
- Joe Shulman, contrabbassista statunitense (New York, n. 1923 - New York, † 1957)

## Coreografi(1)
- Joe Layton, coreografo statunitense (Brooklyn, n. 1931 - Key West, † 1994)

## Dirigenti d'azienda(2)
- Joe Belfiore, dirigente d'azienda statunitense (Tampa Bay, n. 1968)
- Joe Kaeser, manager e imprenditore tedesco (Arnbruck, n. 1957)

## Disegnatori(2)
- Joe Orlando, disegnatore, fumettista e editore italiano (Bari, n. 1927 - Manhattan, † 1998)
- Joe Petagno, disegnatore statunitense (Portland, n. 1948)

## Doppiatori(1)
- Joe Dougherty, doppiatore statunitense (Missouri, n. 1898 - Los Angeles, † 1978)

## Drammaturghi(2)
- Joe Masteroff, drammaturgo e librettista statunitense (Filadelfia, n. 1919 - Englewood, † 2018)
- Joe Penhall, commediografo, sceneggiatore e produttore televisivo britannico (Londra, n. 1967)

## Fotografi(1)
- Joe Oppedisano, fotografo italiano (Gioiosa Ionica, n. 1954)

## Fumettisti(5)
- Joe Casey, fumettista statunitense
- Joe Kubert, fumettista e insegnante statunitense (Jezierzany, n. 1926 - Morristown, † 2012)
- Joe Matt, fumettista statunitense (Lansdale, n. 1963 - † 2023)
- Joe Sacco, fumettista e giornalista maltese (Chircop, n. 1960)
- Joe Sinnott, fumettista statunitense (Saugerties, n. 1926 - Saugerties, † 2020)

## Ginnasti(1)
- Joe Fraser, ginnasta britannico (Birmingham, n. 1998)

## Giocatori di baseball(1)
- Joe Morgan, giocatore di baseball statunitense (Bonham, n. 1943 - Danville, † 2020)

## Giocatori di football americano(20)
- Joe Adams, giocatore di football americano statunitense (Little Rock, n. 1989)
- Joe Alt, giocatore di football americano statunitense (North Oaks, n. 2003)
- Joe Bergeron, giocatore di football americano statunitense (Mesquite)
- Joe Cohen, giocatore di football americano statunitense (Melbourne, n. 1984)
- Joe Delaney, giocatore di football americano statunitense (Henderson, n. 1958 - Monroe, † 1983)
- Joe Haeg, giocatore di football americano statunitense (Lake Shore, n. 1993)
- Joe Jackson, giocatore di football americano statunitense (Homestead, n. 1996)
- Joe Cardona, giocatore di football americano statunitense (El Cajon, n. 1992)
- Joe Looney, giocatore di football americano statunitense (Lake Worth, n. 1990)
- Joe Mathis, giocatore di football americano statunitense (Ontario, n. 1995)
- Joe Mixon, giocatore di football americano statunitense (Oakley, n. 1996)
- Joe Namath, ex giocatore di football americano statunitense (Beaver Falls, n. 1943)
- Joe Reed, ex giocatore di football americano statunitense (Newport, n. 1948)
- Joe Reed, giocatore di football americano statunitense (n. 1998)
- Joe Schobert, giocatore di football americano statunitense (Waukesha, n. 1993)
- Joe Staley, ex giocatore di football americano statunitense (Rockford, n. 1984)
- Joe Sturdivant, ex giocatore di football americano e allenatore di football americano statunitense
- Joe Tippmann, giocatore di football americano statunitense (Fort Wayne, n. 2001)
- Joe Tryon-Shoyinka, giocatore di football americano statunitense (Seattle, n. 1998)
- Joe Vellano, giocatore di football americano statunitense (Rexford, n. 1988)

## Giocatori di poker(1)
- Joe Bernstein, giocatore di poker statunitense (n. 1899 - † 1975)

## Giocatori di snooker(4)
- Joe Brady, giocatore di snooker irlandese
- Joe Johnson, giocatore di snooker inglese (Bradford, n. 1952)
- Joe O'Connor, giocatore di snooker inglese (Leicester, n. 1995)
- Joe Perry, giocatore di snooker inglese (Wisbech, n. 1974)

## Hockeisti su ghiaccio(1)
- Joe Zappala, ex hockeista su ghiaccio statunitense (Medford, n. 1983)

## Imprenditori(1)
- Joe Exotic, imprenditore, allevatore e criminale statunitense (Garden City, n. 1963)

## Librettisti(1)
- Joe DiPietro, librettista, paroliere e drammaturgo statunitense (Teaneck, n. 1961)

## Mafiosi(3)
- Joe Adonis, mafioso italiano (Montemarano, n. 1902 - Ancona, † 1971)
- Joe Masseria, mafioso italiano (Menfi, n. 1886 - New York, † 1931)
- Joe Profaci, mafioso italiano (Villabate, n. 1897 - Bay Shore, † 1962)

## Modelli(1)
- Joe Cheng, modello e attore taiwanese (Taichung, n. 1982)

## Montatori(1)
- Joe Walker, montatore britannico (West London, n. 1963)

## Musicisti(4)
- Joe Delia, musicista statunitense (New York, n. 1948)
- Joe English, musicista e batterista statunitense (Rochester, n. 1949)
- Joe Grushecky, musicista statunitense (Pittsburgh, n. 1948)
- Joe Parrish, musicista britannico (Bedfordshire, n. 1995)

## Musicologi(1)
- Joe Bussard, musicologo e produttore discografico statunitense (Frederick, n. 1936 - Frederick, † 2022)

## Nuotatori(1)
- Joe Litchfield, nuotatore britannico (Pontefract, n. 1998)

## Parolieri(1)
- Joe Darion, paroliere statunitense (New York, n. 1917 - Lebanon, † 2001)

## Percussionisti(1)
- Joe Lala, percussionista, batterista e attore statunitense (Tampa, n. 1947 - Tampa, † 2014)

## Pianisti(3)
- Joe Amoruso, pianista italiano (Boscotrecase, n. 1960 - Napoli, † 2020)
- Joe Bushkin, pianista e trombettista statunitense (New York, n. 1916 - Santa Barbara, † 2004)
- Pinetop Perkins, pianista statunitense (Belzoni, n. 1913 - Austin, † 2011)

## Piloti motociclistici(1)
- Joe Roberts, pilota motociclistico statunitense (Malibù, n. 1997)

## Poeti(1)
- Joe Brainard, poeta, scrittore e pittore statunitense (Salem, n. 1942 - New York, † 1994)

## Politici(6)
- Joe Barton, politico statunitense (Waco, n. 1949)
- Joe Biden, politico statunitense (Scranton, n. 1942)
- Joe Frank Harris, politico statunitense (Cartersville, n. 1936)
- Joe Higgins, politico irlandese (Lispole, n. 1949)
- Joe Kent, politico statunitense (Sweet Home, n. 1980)
- Joe Williams, politico e medico cookese (Aitutaki, n. 1934 - Auckland, † 2020)

## Produttori cinematografici(3)
- Joe Jay Jalbert, produttore cinematografico, regista cinematografico e ex sciatore alpino statunitense (Mullan, n. 1945)
- Joe Rock, produttore cinematografico, attore e regista statunitense (New York, n. 1893 - Sherman Oaks, † 1984)
- Joe Roth, produttore cinematografico e regista statunitense (New York, n. 1948)

## Produttori discografici(3)
- Joe Boyd, produttore discografico statunitense (Boston, n. 1942)
- Joe Chiccarelli, produttore discografico statunitense (Boston)
- Joe Mardin, produttore discografico e arrangiatore statunitense

## Pugili(6)
- Joe Brown, pugile statunitense (Baton Rouge, n. 1926 - † 1997)
- Joe Goss, pugile inglese (Northampton, n. 1837 - Boston, † 1885)
- Joe Louis, pugile e golfista statunitense (La Fayette, n. 1914 - Paradise, † 1981)
- Joe Lynch, pugile statunitense (New York City, n. 1898 - † 1965)
- Joe Smith Jr., pugile statunitense (Long Island, n. 1989)
- Barbados Joe Walcott, pugile britannico (Demerara, n. 1873 - † 1935)

## Registi(6)
- Joe Camp, regista e sceneggiatore statunitense (Saint Louis, n. 1939 - Bell Buckle, † 2024)
- Joe Chappelle, regista e sceneggiatore statunitense
- Joe Francis, regista e produttore cinematografico francese
- Joe Johnston, regista, produttore cinematografico e effettista statunitense (Austin, n. 1950)
- Joe May, regista, produttore cinematografico e sceneggiatore austriaco (Vienna, n. 1880 - Los Angeles, † 1954)
- Joe Pytka, regista statunitense (Pittsburgh, n. 1938)

## Registi teatrali(1)
- Joe Douglas, regista teatrale britannico (n. 1983)

## Rugbisti a 15(1)
- Joe van Niekerk, ex rugbista a 15 e allenatore di rugby a 15 sudafricano (Città del Capo, n. 1989)

## Sassofonisti(2)
- Joe Henderson, sassofonista statunitense (Lima, n. 1937 - San Francisco, † 2001)
- Joe McPhee, sassofonista e trombettista statunitense (Miami, n. 1939)

## Sceneggiatori(4)
- Joe Eszterhas, sceneggiatore, giornalista e saggista ungherese (Csákánydoroszló, n. 1944)
- Joe Grant, sceneggiatore e character designer statunitense (New York, n. 1908 - Glendale, † 2005)
- Joe Keenan, sceneggiatore, produttore televisivo e scrittore statunitense (Cambridge, n. 1958)
- Joe Kennedy, sceneggiatore, regista e produttore cinematografico statunitense

## Sciatori alpini(1)
- Joe Swensson, ex sciatore alpino e sciatore freestyle statunitense (n. 1986)

## Scrittori(7)
- Joe Abercrombie, scrittore britannico (Lancaster, n. 1974)
- Joe Ackerley, scrittore e giornalista britannico (Londra, n. 1896 - Londra, † 1967)
- Joe Cottonwood, scrittore statunitense (n. 1947)
- Joe Dever, scrittore e autore di giochi britannico (Chingford, n. 1956 - † 2016)
- Joe Dunthorne, scrittore gallese (Swansea, n. 1982)
- Joe R. Lansdale, scrittore statunitense (Gladewater, n. 1951)
- Joe Nickell, scrittore statunitense (West Liberty, n. 1944 - † 2025)

## Scrittori di fantascienza(1)
- Joe Haldeman, autore di fantascienza statunitense (Oklahoma City, n. 1943)

## Scultori(1)
- Joe Rush, scultore britannico (n. 1960)

## Tastieristi(2)
- Joe Terry, tastierista e chitarrista statunitense (n. 1944)
- Joe Vescovi, tastierista italiano (Savona, n. 1949 - San Benedetto del Tronto, † 2014)

## Tennisti(1)
- Joe Salisbury, tennista britannico (Londra, n. 1992)

## Tenori(1)
- Joe Fallisi, tenore, attore e compositore italiano (Milano, n. 1948)

## Triatleti(1)
- Joe Maloy, triatleta statunitense (Somers Point, n. 1985)

## Violinisti(1)
- Joe Venuti, violinista statunitense (Filadelfia, n. 1903 - Seattle, † 1978)

## Wrestler(1)
- Joe Hendry, wrestler scozzese (Edimburgo, n. 1988)

## Senza attività specificata(3)
- Joe Capilano, nativo americano (n. 1850 - † 1910)
- Joe Pack, ex sciatore freestyle statunitense (Eugene, n. 1978)
- Joe Phillips, grafico e disegnatore statunitense (San Diego, n. 1969)